# Liste der Kulturdenkmale in Schülp b. Rendsburg
In der Liste der Kulturdenkmale in Schülp b. Rendsburg sind alle Kulturdenkmale der schleswig-holsteinischen Gemeinde Schülp b. Rendsburg (Kreis Rendsburg-Eckernförde) und ihrer Ortsteile aufgelistet (Stand: 14. April 2025).

## Legende
In den Spalten befinden sich folgende Informationen:
- Objekt-ID: die Nummer des Kulturdenkmales
- Lage: die Adresse des Kulturdenkmales und die geographischen Koordinaten. Kartenansicht, um Koordinaten zu setzen. In der Kartenansicht sind Kulturdenkmale ohne Koordinaten mit einem roten Marker dargestellt und können in der Karte gesetzt werden. Kulturdenkmale ohne Bild sind mit einem blauen Marker gekennzeichnet, Kulturdenkmale mit Bild mit einem grünen Marker.
- Offizielle Bezeichnung: Bezeichnung des Kulturdenkmales
- Beschreibung: die Beschreibung des Kulturdenkmales
- Bild: ein Bild des Kulturdenkmales

## Bauliche Anlagen
| Objekt-ID     | Lage                                          | Offizielle Bezeichnung                    | Beschreibung | Bild            |
| ------------- | --------------------------------------------- | ----------------------------------------- | --- | --------------- |
| 3771 Wikidata | Am Moltkestein (54° 14′ 52″ N, 9° 36′ 48″ O)  | Moltkestein                               | Alteintragung (Aktualisierung vorgesehen) - Begründung: Alteintragung (Aktualisierung vorgesehen) - Schutzumfang: Alteintragung (Aktualisierung vorgesehen) - Denkmaltyp: Bauliche Anlage     | Fotos hochladen |
| 9896 Wikidata | Lotsenstation 1 (54° 16′ 20″ N, 9° 37′ 42″ O) | Lotsenstation Nübbel                      | Alteintragung (Aktualisierung vorgesehen) - Begründung: Alteintragung (Aktualisierung vorgesehen) - Schutzumfang: Alteintragung (Aktualisierung vorgesehen) - Denkmaltyp: Bauliche Anlage     | Fotos hochladen |
| 9901 Wikidata | Parkstraße 5 (54° 15′ 35″ N, 9° 38′ 1″ O)     | Kapelle / Kreuzkirche mit Gemeindezentrum | Alteintragung (Aktualisierung vorgesehen) - Begründung: geschichtlich, wissenschaftlich, künstlerisch - Schutzumfang: Alteintragung (Aktualisierung vorgesehen) - Denkmaltyp: Bauliche Anlage | Fotos hochladen |

## Quelle
- Liste der Kulturdenkmale in Schleswig-Holstein – Kreis Rendsburg-Eckernförde

- Karte mit allen Koordinaten:
- OSM |
- WikiMap